# Estação Ecológica da Universidade Federal de Minas Gerais

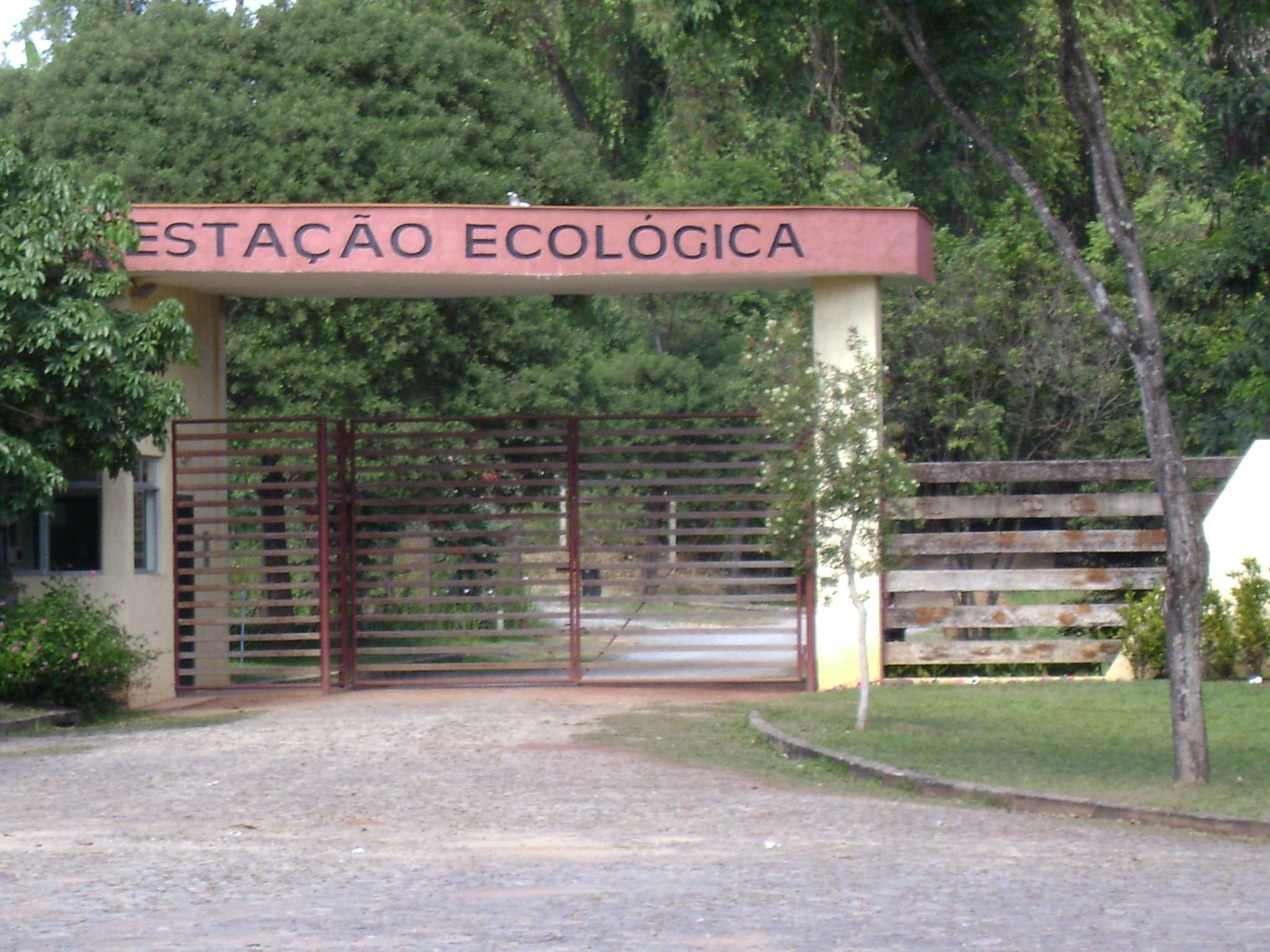
Entrada da Estação.

A Estação Ecológica da UFMG - EEco UFMG - é uma área verde protegida, vinculada à Pró-Reitoria de Extensão da Universidade Federal de Minas Gerais (UFMG). A Estação, que está localizada no Campus Pampulha da universidade, tem uma área de 114ha, na qual predominam características dos biomas Mata Atlântica e Cerrado. Além disso, a EEco UFMG tem uma interessante relação com a história de Belo Horizonte, sendo que possui ruínas arqueológicas relacionadas ao passado da cidade. Seu espaço é dedicado à realização de atividades de ensino, pesquisa e extensão. Anualmente, a EEco UFMG recebe cerca de 23000 visitantes, em atividades de educação ambiental, que incluem trilhas ecológicas guiadas e oficinas, além de eventos específicos, como o EEco Kids e o Caminhadas de Verão, que ocorrerem nas férias de janeiro. O principal público das atividades educativas da EEco UFMG são estudantes dos níveis básico ao médio, que visitam a mesma em excursões escolares. Além disso, o espaço da Estação é campo de trabalho de pesquisadores de diversas áreas do conhecimento, devido à sua biodiversidade e à sua história peculiar. A Estação tem um grande diferencial em relação a outras áreas verdes da capital mineira, pois se encontra dentro de um dos centros de excelência acadêmica do Brasil, o que potencializa a qualidade das atividades desenvolvidas em sua área.